# Libel·luloïdeus
Els libel·luloïdeus (Libelluloidea) són una superfamília d'odonats anisòpters que conté quatre famílies.

## Famílies
- Cordulephyidae
- Corduliidae
- Libellulidae
- Synthemistidae